# Batalla de Zanzíbar
La batalla de Zanzíbar es va lliurar entre efectius de la Kaiserliche Marine i de la Royal Navy durant la Primera Guerra Mundial.
El creuer lleuger alemany SMS Königsberg estava proveint-se de carbó en el delta del riu Rufiji quan li van comunicar que el creuer protegit britànic HMS Pegasus, que formava part del Royal Navy's Cape Squadron (Esquadró del Cap de la Royal Navy), estava en el port de Zanzíbar efectuant reparacions. El comandant del SMS Königsberg, el capità Max Looff, va decidir atacar el HMS Pegasus mentre era al port.
El 20 de setembre de 1914, el SMS Königsberg va passar al costat del vaixell de piquet HMS Helmuth, que estava a l'entrada del port de Zanzíbar. El HMS Helmuth va ser incapaç d'advertir al HMS Pegasus de la presència del SMS Königsberg, agafant-lo totalment per sorpresa quan el SMS Köningsberg li va començar a disparar. Com a resultat, el HMS Pegasus va patir greus danys abans que poguès tornar el foc. Els canons del SMS Königsberg tenien més abast que els del HMS Pegasus i, per tant, no va ser capaç de fer mal al seu oponent. La batalla d'un sol bàndol va acabar amb la victòria dels alemanys. El HMS Pegasus es va enfonsar en aquell mateix dia després de perdre 38 tripulants.

## Antecedents
Poc després de l'esclat de la Primera Guerra Mundial, el 19 de setembre de 1914, el creuer lleuger SMS Königsberg estava proveint-se de carbó en el delta del Rufuji quan els vigilants de la costa van informar que un vaixell de guerra britànic havia entrat al port de Zanzíbar. Max Looff, el capità del SMS Königsberg, va suposar que aquell vaixell podia ser el HMS Astraea o el HMS Pegasus, i va ordenar un atac immediat. El SMS Königsberg es va preparar per a la batalla i aprofitant la marea de la tarda va salpar cap a Zanzíbar.
El creuer protegit HMS Pegasus, sota el comandament del capità John Ingles, s'acabava de separar del HMS Astraea i del HMS Hyacinth per a efectuar reparacions de les seves calderes i motors en Zanzibar. També en Zanzíbar, els britànics havien armat un remolcador alemany capturat, el HMS Helmuth, amb un canó QF 3-pounders i el van utilitzar com un vaixell de piquet a l'entrada del port.
El SMS Königsberg es va construir el 1905 i va ser armat amb deu canons de 10.5 cm, deu canons automàtics de 37 mm i dos tubs llançatorpedes de 460 mm. El HMS Pegasus, un creuer protegit de classe Pelorus construït en 1897, estava armat amb les vuit canons QF 4 polzades, vuit canons QF 3-pounders i dos tubs llançatorpedes de 460 mm. La seva dotació la formava 234 mariners i oficials.

## Batalla
A la matinada del 20 de setembre, el SMS Königsberg va entrar per l'extrem sud de Zanzíbar i va passar al costat de la nau de piquet HMS Helmuth, disparant alguns trets d'advertència al seu pas. El HMS Helmuth no va poder aturar el SMS Königsberg, ni tan sols advertir al SMS Pegasus de la presència del creuer alemany.

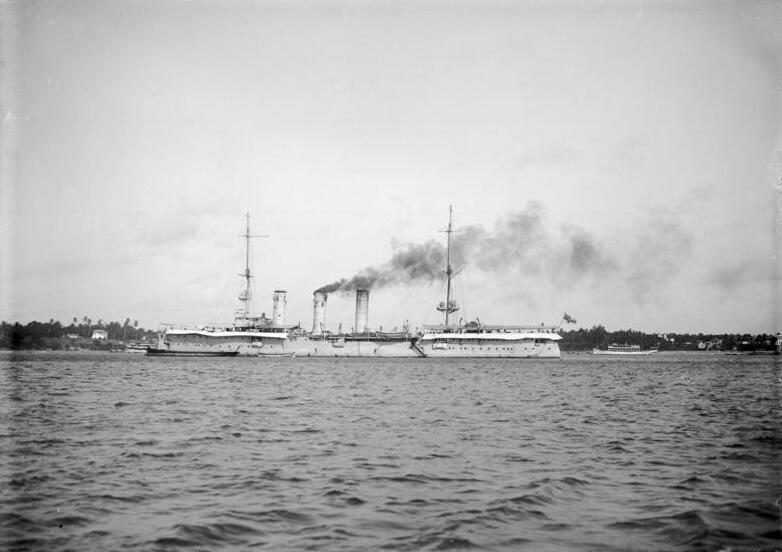
SMS Königsberg

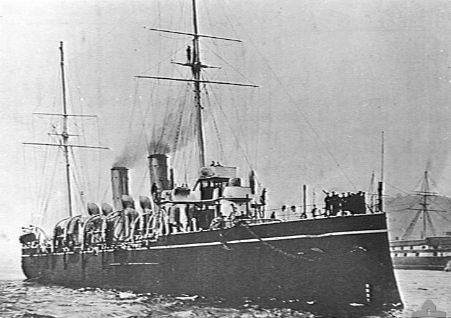
HMS Pegasus

Un cop que el SMS Köningsberg es va situar a 8.200 m del HMS Pegasus, el va començar a disparar. Durant uns 20 minuts, mentre que el SMS Königsberg disparava, el HMS Pegasus no va fer res. Després, el HMS Pegasus va hissar la White Ensign i va començar a disparar, però els seus obusos no van arribar a impactar contra el SMS Köningsberg a causa de la distància. El vaixell alemany va seguir avançant lentament, disparant fins als 6.400 m.
Un dels primers mariners britànics ferits va ser l'oficial d'artilleria el tinent Richard Turner, que va ser ferit en les dues cames, destrossades per la metralla. Malgrat les seves ferides, Turner va reunir els seus homes, dient-los; «Seguiu així, nois, estem superats i fet per fet, però maleïts siguin, seguiu així!»
Els britànics van continuar la seva lluita inútil durant uns 20 minuts més, rebent alguns impactes addicionals a la coberta. Els alemanys estaven sempre almenys a 1.800 m més enllà de l'abast dels canons del HMS Pegasus; els britànics no van poder atacar els alemanys.
El HMS Pegasus va rebre impactes prop de la seva línia de flotació i va començar a fer aigües. Tota esperança de derrotar els alemanys va desaparèixer; John Ingles va baixar la bandera en senyal de rendició i va donar l'ordre d'abandonar el vaixell. El HMS Pegasus es va enfonsar més tard.
Després d'enfonsar el HMS Pegasus, el SMS Köningsberg va disparar alguns trets de comiat al HMS Helmuth; la tripulació va aconseguir abandonar el vaixell abans que un dels obusos del creuer alemany impactés contra el remolcador. Després d'haver aconseguit una clara victòria, el SMS Königsberg va tornar al delta del Rufiji.

## Conseqüències
Les pèrdues de la Royal Navy van ser l'enfonsat HMS Pegasus i el danyat HMS Helmuth. Van morir 38 mariners britànics del HMS Pegasus; altres 55 mariners van ser ferits, la majoria dels quals estaven en la coberta durant els impactes. El cirurgià del vaixell, Alfred J. Hewitt, va estar en la coberta des del principi fins al final de la batalla, ajudant els mariners i els infants de marina ferits. Posteriorment, el capità John Ingles va reconèixer la conducta valenta de Hewitt en un informe sobre l'acció. El vaixell hospital HMS Gascon i el vaixell escocès SS Clan Macrae van rescatar als supervivents de l'HMS Pegasus. 24 dels mariners britànics que van morir en la batalla van ser enterrats en una fossa comuna al cementiri naval de l'illa de Grave (Zanzíbar), mentre que altres 14 van ser enterrats al cementiri de la ciutat abans de ser traslladats el 1971 al cementiri militar de Dar es Salaam. Els britànics va salvar 6 canons del HMS Pegasus, que van ser utilitzades en la campanya terrestre de l'est d'Àfrica.
Encara que el HMS Helmuth només va rebre un impacte, el dany va ser relativament menor i la seva tripulació va aconseguir reparar-lo. Només va morir un home a bord del HMS Helmuth, un natiu no allistat treballador en la sala de màquines. Malgrat que el SMS Königsberg no va rebre cap impacte ni va patir cap baixa, els plans de Max Looff per a continuar l'ofensiva aviat van ser interromputs. Un dels seus motors principals va fallar. Els britànics estaven vigilant el port de Dar es Salaam, pel que va d'haver de tornar al delta del riu Rufiji per a efectuar el transport terrestre dels recanvis. Els britànics aviat van descobrir la ubicació del SMS Königsberg i el van acorralar, fins que li van causar danys irreparables durant la batalla del delta del Rufiji.